# Rafa Valls
Rafael Valls Ferri (Cocentaina, Alicante, a 25 de junho de 1987), conhecido como Rafa Valls, é um ciclista profissional espanhol, membro da equipa espanhola Movistar Team.

## Biografia
Após duas temporadas de amador e depois de provar no campo profissional com as equipas Relax-GAM e Scott-American Beef, Valls saltou definitivamente à máxima categoria na modesta equipa Burgos Monumental-Castilla e León, no ano 2009. Durante sua temporada completa de estreia, conseguiu a décima praça no geral final do Tour do Porvenir como parte da selecção espanhola sub-23.
Para a temporada 2010, a Footon-Servetto, de categoria UCI ProTour, o contratou para dar o salto ao primeiro nível competitivo. Em sua primeira corrida como ciclista profissional, o Tour de San Luis, se impôs na segunda etapa e vestiu o maillot de líder durante dois dias, para se classificar finalmente em 3ª posição. Lastrado por numerosos problemas físicos a metade de temporada, pôde refazer-se para ganhar uma praça na equipa do Tour de France, no que conseguiu uma segunda praça de etapa na oitava jornada, com final na estação de Les Rousses. Não pôde participar na Volta a Espanha por uma mononucleoses.

## Palmarés
2010
- 1 etapa do Tour de San Luis

2015
- Tour de Omã, mais 1 etapa

## Resultados nas Grandes Voltas
| Corrida            | 2007 | 2008 | 2009 | 2010 | 2011 | 2012 | 2013 | 2014 | 2015 | 2016 | 2017 | 2018 |
| ------------------ | ---- | ---- | ---- | ---- | ---- | ---- | ---- | ---- | ---- | ---- | ---- | ---- |
| Giro de Itália     | -    | -    | -    | -    | Ab.  | -    | 29º  | -    | -    | -    | -    | -    |
| Tour de France     | -    | -    | -    | 53º  | -    | 41º  | -    | Ab.  | 78º  | -    | -    | -    |
| Volta a Espanha    | -    | -    | -    | -    | -    | Ab.  | 43º  | -    | -    | -    | -    | -    |
| Mundial em Estrada | -    | -    | -    | -    | -    | -    | -    | -    | -    | -    | -    | -    |

-: não participa
Ab.: abandono

## Equipas
- Relax-GAM (2007)[2]
- Scott-American Beef (2008)[2]
- Burgos Monumental-Castilla e León (2009)
- Footon/Geox (2010-2011)
  - Footon-Servetto (2010)
  - Geox-TMC (2011)
- Vacansoleil-DCM (2012-2013)
- Lampre-Merida (2014-2015)
- Lotto-Soudal (2016-2017)
- Movistar Team (2018)